# Kurama Tengu (film, 1928)
Pour les articles homonymes, voir Kurama Tengu.
Pour plus de détails, voir Fiche technique et Distribution.
Kurama Tengu (鞍馬天狗, Kurama Tengu) est un film japonais muet en noir et blanc, réalisé par Teppei Yamaguchi et sorti en 1928.

## Fiche technique
- Titre original : 鞍馬天狗 (Kurama Tengu?)
- Réalisation : Teppei Yamaguchi
- Scénario : Fujio Kimura, d'après le roman de Jirō Osaragi
- Photographie : Tōkitsu Ishikawa
- Société de production : Arashi Kanjūrō Production
- Pays d'origine :  Empire du Japon
- Format : noir et blanc - 1,37:1 - 35 mm - son mono
- Genre : film historique ; jidai-geki ; chanbara
- Durée : 71 minutes
- Date de sortie :
  - Empire du Japon : 12 juillet 1928[1]

## Distribution
- Kanjūrō Arashi : Kurama Tengu
- Reisaburō Yamamoto (ja) : Kondō Isami
- Kunie Gomi (ja) : Okane of Kurayami
- Takesaburō Nakamura : Kogorō Katsura
- Tokushō Arashi : Shintarō Nakaoka
- Kitsuemon Arashi : Kichibei of Kurohime
- Shōroku Onoe : Chōshichi of Hayabusa
- Eiko Ikoma : Otsuyu
- Keiichi Arashi : Sugisaku
- Masaru Kobayashi : Shinkichi
- Seiji Kimura : Mankichi
- Tamazō Onoe : Toshizō Hijikata
- Kaoru Akiyoshi : Tadasaburō Sasaki

## Autour du film
Ce film fait partie de la série dépeignant le courageux et audacieux héros Kurama Tengu. La populaire série comprend de nombreux films basés sur le roman original écrit par Jirō Osaragi, mais ceux avec Kanjūrō Arashi sont considérés comme étant les plus importants. Il convient de noter la dernière scène dans laquelle le personnage principal affronte de nombreux ennemis avec une épée dans chaque main.